# アルコナ郡 (ミシガン州)
アルコナ郡（英: Alcona County）は、アメリカ合衆国ミシガン州ロウアー半島の北部に位置する郡である。2010年国勢調査での人口は10,942人であり、2000年の11,719人から6.6%減少した。郡庁所在地はハリスビル（人口493人）であり、同郡で人口最大の都市でもある。アルファベット順では州内第1の郡となり、その旗には「83郡の1番」と書かれている。

## 歴史
アルコナ郡は1840年4月1日にミシガン州議会によって創設された。最初は「ネグウィーゴン郡」と名付けられており、これは「小さな翼」とも呼ばれたオジブワ族インディアンの著名な酋長の名から取られていた。ネグウィーゴン酋長は米英戦争の時にイギリスに対抗するアメリカと同盟を結んだ。1843年にアルコナ郡と改名された。ヘンリー・スクールクラフトがインディアンの言葉さらにはアラビア語、ギリシャ語、ラテン語から編み出した新語でだった。「素晴らしい平原」を意味するとされている。
郡設立の当初は管理上の目的でマキナック郡に付設されていた。その付設先が1853年にはシボイガン郡、1857年にはアルピーナ郡、1858年にはイオスコ郡と移り、さらに1859年にはアルピーナ郡に戻った。1860年、当時は全郡が含まれたハリスビル郡区が組織化された。郡政府は1869年に組織化された。郡章にあるスローガンは「83郡の1番」でありアルファベット順で州内一番であることを示している。郡章はアルコナ郡の形をした緑の背景に金色の星1つである。

## 地理
アメリカ合衆国国勢調査局に拠れば、郡域全面積は1,790.54平方マイル (4,637.5 km2)であり、このうち陸地674.43平方マイル (1,746.8 km2)、水域は11,116.10平方マイル (2,890.7 km2)で水域率は62.33%である。
- 郡の一部は1993年に公共用途空港になったオスコダ・ワートスミス空港がある。隣のイオスコ郡に隣接するオスコダ郡区にある旧ワートスミス空軍基地の一部を使っている。主に貨物便と軽飛行機の一般用途に使われている。24時間ほぼ全天候で利用できる。
- 郡内にはオ・サーブル州立林が掛かっている。

### 特徴的な地形
- ハバード湖、州内では大きい方の湖20傑に入っている[9]
- ヒューロン湖
- 他にも郡内には数多くの湖がある[10]

### 主要高規格道路
- アメリカ国道23号線、スタンディッシュの北ではサンライズ・サイド・コースタル・ハイウェイと呼ばれ、ヒューロン湖岸に並行して走り、ハリスビルで州道72号線と接続する。アルピーナ市とマキノーシティを結ぶ最短路である。
- ミシガン州道65号線、郡の西部に沿って走り、スタンディッシュの北の国道23号線からロジャーズシティを繋いでいる。
- ミシガン州道72号線、1936年にハリスビルの東の終点になった[11]エンパイア市からロウアー半島を横切り、全長133マイル (214 km) である。半島を横切る3本の道路の1つである[12]。
- 郡道30号線は、グリーンブッシュで国道23号線から別れ、ミカドを通り、グレニーで州道65号線に接続する。
- 郡道32号線
- 郡道41号線は南北の道路であり、オスコダからオシニケまで国道23号線の迂回路になっている。

### 隣接する郡
- アルピーナ郡 - 北
- イオスコ郡 - 南
- オゲモー郡 - 南西
- オスコダ郡 - 西
- モンモランシー郡 - 北西

### 国立保護地域
- ヒューロン国立の森（部分）

## 人口動態
以下は2000年の国勢調査による人口統計データである。
| 基礎データ - 人口: 11,719人 - 世帯数: 5,132 世帯 - 家族数: 3,566 家族 - 人口密度: 7人/km2（17人/mi2） - 住居数: 10,584軒 - 住居密度: 6軒/km2（16軒/mi2） 人種別人口構成 - 白人: 98.04% - アフリカン・アメリカン: 0.16% - ネイティブ・アメリカン: 0.62% - アジア人: 0.18% - 太平洋諸島系: 0.01% - その他の人種: 0.06% - 混血: 0.93% - ヒスパニック・ラテン系: 0.69% 先祖による構成 - ドイツ系：23.0% - イギリス系：13.5% - アメリカ人：9.9% - アイルランド系：9.2% - ポーランド系：7.7% - フランス系：7.5% - フランス系カナダ人：5.0% 言語による構成 - 英語：98.2% | 年齢別人口構成 - 18歳未満: 19.0% - 18-24歳: 4.6% - 25-44歳: 20.9% - 45-64歳: 31.0% - 65歳以上: 24.5% - 年齢の中央値: 49歳 - 性比（女性100人あたり男性の人口） - 総人口: 102.2 - 18歳以上: 99.2 世帯と家族（対世帯数） - 18歳未満の子供がいる: 20.4% - 結婚・同居している夫婦: 60.1% - 未婚・離婚・死別女性が世帯主: 5.8% - 非家族世帯: 30.5% - 単身世帯: 26.6% - 65歳以上の老人1人暮らし: 14.2% - 平均構成人数 - 世帯: 2.24人 - 家族: 2.67人 収入と家計 - 収入の中央値 - 世帯: 31,362米ドル - 家族: 35,669米ドル - 性別 - 男性: 29,712米ドル - 女性: 20,566米ドル - 人口1人あたり収入: 17,653米ドル - 貧困線以下 - 対人口: 12.6% - 対家族数: 9.1% - 18歳未満: 17.8% - 65歳以上: 9.0% |

## 郡政府
郡政府は郡監獄の運営、地方道の維持、地方裁判所の運営、権利譲渡と抵当権設定記録など重要記録の維持、公衆衛生規制の管理、福祉など社会サービスの項目で州の施策への参加を行う。郡政委員会は予算を管理するが、法や条例を作るのは限定付き権限である。ミシガン州では、警察と消防、建設と区画割、税評価、街路維持など地方政府の大半機能は個々の都市と郡区の責任である。
現在アルコナ郡巡回裁判所はミシガン州第23巡回裁判所に属している。アレナク、イオスコ、オスコダ各郡にまたがる裁判所である。最近までは第26巡回裁判所に属し、アルピーナ郡とモンモランシー郡を含んでいた。

## 年中行事
毎年8月末に開催されるアルコナ郡祭はリンカーンの村のアルコナ・レクリエーション地域で開催されている。

## 宗教
アルコナ郡はローマ・カトリック教会ゲイロード教区に属している

## 郡区
アルコナ郡は下記11の郡区に分割されている。
| - アルコナ - カレドニア - カーティス | - グリーンブッシュ - ガスティン - ハリスビル | - ホーズ - ヘインズ - ミカド | - ミレン - ミッチェル |

## 都市と町
| 都市 - ハリスビル - 郡庁所在地 村 - リンカーン | 未編入の町 - アルコナ - アルビン - バッカスビーチ - バートンシティ - ブラックリバー - ブライアント - シェビアズ | - カーラン - カーティスビル - グレニー - グリーンブッシュ - ガスティン - ハバードレイク - キルマスター | - カーツ - ラーソンビーチ - ロストレイクウッズ - ミカド - スプリングポート - スプルース - ウォレス |

## 歴史銘板
郡内には3か所に公式の州指定歴史銘板がある
- グリーンブッシュ学校
- リンカーン駅
- スプリングポート・イン[17]、南北戦争のジョセフ・バンバスカーク大尉の家[18]

## メディア
- 「アルコナ・カウンティ・レビュー」、1877年発刊のハリスビルで発行される郡の新聞である[19]
- 「「アルピーナ・ニューズ」[20]がロウアー半島北東部の大半をカバーする日刊紙である。
- 「オスコダ・プレス」はアルコナ郡南部とイオスコ郡北部に配布される週刊紙である[21]。
- 「デトロイト・フリー・プレス」と「ザ・デトロイト・ニューズ」も地域内で購読できる